# Estadio Juan de la Cierva
El estadio municipal Juan de la Cierva es un estadio multipropósito situado en el Complejo Deportivo Juan de la Cierva, en el municipio madrileño de Getafe (España). Tiene pista de atletismo y aproximadamente una capacidad de 2000 espectadores, repartidos en dos graderíos. 
El estadio vivió su punto álgido en los años 1996 y 1997, en los cuales el equipo de la ciudad, el Getafe Club de Fútbol jugó allí sus partidos, en espera a la edificación del nuevo estadio, el Coliseum de Getafe.
En este estadio, Andrés Calamaro y Fito & Fitipaldis grabaron su disco en directo Dos son multitud el 7 de julio de 2007, dentro de la gira del mismo nombre.
- Datos: Q5848060